# Љештаница
Љештаница је ријека у сјеверној Црној Гори, Вранешка долина, општина Бијело Поље. Десна је притока ријеке Љубовиђе и цијелим својим током пролази кроз село Лијеска, извире у горњој Лијесци, засеок Сребреница а улива се у Љубовиђу код Томашева. Дуга је 4,8 km. Највећи проток воде се дешава крајем априла и почетком маја када се нагло отапа снијег са околних планина. У љетњим мјесецима Љештаница има веома мали проток воде али и даље довољно велик да осликава ријетко живописан пејзаж.
Близина Новаковића пећине и Манастира Златеш престављају ову цјелину неискоришћеним потенцијалом за сеоски туризам.

## Извор "Љештанска глава" и водопад "Скакала"
Горњи ток Љештанице је изутетно живописан и то од самог извора ријеке који је у народу познат као Љештанска глава. До извора води пјешачка стаза са које се пружа одличан поглед на неколико водопада и брзака. Терен је приступачан и нарочито погодан за посјету у периоду од Маја до Октобра. Неколоко стотина метара од извора се налази један од најљепших али и најмање познатих водопада у Црној Гори водопад Скакала. После главног водопада који је висок десетак метара пружа се низ мањих водопада, укупна висинска разлика цијелог сплета водопада је преко тридесет метара. Изнад извора се налази пећина са подзменим језерцем коју је истражило о описало ПСК Аково. Укупна цјелина заслужује макар статус кандидата за споменик природе  међутим општинске и државне власти до сада нису показале размишљања у том смјеру.
- Љештанска глава
- Водопад Скакала
- Брзаци после извора
- Вир Зелењак

## Планирана изградња мини хидроелектране
Влада Црне Горе је у Јуну 2016 године додијелила концeсију за изградњу малих хидроелектрана конзорцијуму који чине Synergy doo, Подгорица (учешће 99%) и Vodeni zdroje a.s, Праг, Чешка (учешће 1%).
У складу са пројектним задатком и усвојеном студијом локације планирана изградња водозахвата је на локацији самог извора ријеке а предвиђен је цјеводод који би се пружао углавном трасом сеоског пута у дужини од 4 километра, ако се ово оствари Љештаница ће бити прва ријека у Црној Гори која се од самог извора преводи у цијеви.
Локално становништво је више пута организованим скуповима и примједбама на јавној расправи изразило своје незадовољство. Тражено је од локалних органа Општине Бијело Поље да се сачува барем најљепши, горњи ток ријеке. Подршку је пружило и више од шест стотина грађана Бијелог Поља који су од градоначелника тражили да се издржи од стављања на гласање Локалне студије локације. Ипак у децембру 2018 године је скупштина општине изгласала наведени документ.
У Извјештају се наводи да ће изградња мХЕ имати веома позитиван утицај по водоснабдијевање, да неће доћи до нарушавања панорамске вриједности пејзажа, да ће утицај изградња мХЕ по воде бити прихватљив, да ће утицај по управљање отпадом и утицај на одвод отпадних вода бити позитиван. Нису разматрана ни варијантна рјешења нити је прибављен ни Акт о условима и смјерницама заштите природе што је у суротности са мишљењем Агенције за заштиту животне средине.
Локалну студију локације и Извјештај о утицаја на животну средину су радиле Studio O2 i CAU centar za arhitekturu i urbanizam из Подгорице.
Главне замјерке грађана остају да ни у једном дијелу поступка израде Локалне студије локације није узет у обзир налаз Завода за хидрометеорологију и сеизмологију од 8. октобра 2018 године, у којем се изричито наводи да је локација планираног водозахвата на самом извору ријеке Љештанице, већ се упорно и погрешно тврди да Љештаница извире на километрима удаљеном подручју Шљемена.
- Ljestanica /Мишљење Агенције за заштиту животне средине
- Ljestanica /Хидрометријска мјерења